# Irwin Keyes
Irwin Keyes, född 16 mars 1952 i New York, död 8 juli 2015 i Los Angeles, var en amerikansk skådespelare och komiker, mest känd för sin återkommande roll som Hugo i The Jeffersons. Han medverkade i ett dussintal filmer och flera tv-serier. 
Keyes föddes och växte upp i New York. Han dog den 8 juli 2015 på the Playa Del Rey Center i Los Angeles, Kalifornien i följdsjukdomar av akromegali vid 63 års ålder. 

## Filmografi i urval
- Fredagen den 13:e (1980) .... Busboy
- The Jeffersons (1981-1984) .... Hugo Mojelewski
- Sam & Max Hit the Road (1993)
- Oblivion (1994)
- The Flintstones (1994)
- The Power Within (1995)
- Legend of the Phantom Rider (2002)
- Intolerable Cruelty (2003)
- Wristcutters: A Love Story (2006) .... Bartender
- Sent (2006) .... Judas
- Wrestlemaniac (2006) .... Stranger
- DarkPlace (2007) .... Mechanic
- Careless (2007)
- Dream Slashers (2007)
- CSI: Crime Scene Investigation .... Russ Beauxdreaux (1 avsnitt, 2007)
- The Urn (2008) .... Albert
- Doesn't Texas Ever End (2008)
- Glass Houses (2009)
- Dahmer Vs. Gacy (2009)
- Black Dynamite (2009)
- The Master & Me (2012)
- Dead Kansas (2013)
- Pretty Little Liars .... Passagerare (1 avsnitt, 2013)
- Titano (2014) (kortfilm)
- Portend (2015)